# Quercus costaricensis
Quercus costaricensis Liebm. – gatunek roślin z rodziny bukowatych (Fagaceae Dumort.). Występuje naturalnie w Hondurasie, Kostaryce oraz Panamie. 

## Morfologia
PokrójCałkowicie lub częściowo zimozielone drzewo dorastające nawet do 50 m wysokości. Kora jest łuszcząca się i ma zielonkawoczarną barwę. Gałązki mają grubość 2–6 mm, początkowo są gęsto gwiaździście owłosione, lecz z czasem stają się nagie. Pąki osiągają 6 mm długości, mają jajowaty kształt, ich łuski są owłosione przy wierzchołku.
LiścieBlaszka liściowa jest gruba, skórzasta i ma eliptyczny lub czasami okrągławy kształt. Mierzy 3–6 (–9) cm długości oraz 2,5–5 cm szerokości, jest całobrzega, ma zaokrągloną lub nieco sercowatą nasadę i zaokrąglony lub tępy (u młodych liści czasami ostro zakończony) wierzchołek. Górna powierzchnia jest naga, z kilkoma włoskami wzdłuż nerwu głównego, natomiast od spodu jest owłosiona, szczególnie w pobliżu żyłek. Ma 7–10 par żyłek drugorzędnych, rozwidlonych przy brzegu. Ogonek liściowy jest bardzo krótki.
KwiatyKwiaty męskie mierzą 4–9 cm długości.
OwoceOrzechy zwane żołędziami o niemal kulistym kształcie, dorastają do 2–3 cm średnicy, o barwie e kolorze kawy. Osadzone są pojedynczo na szypułkach o długości 0,5–1 cm. Miseczki otulają orzechy tylko u nasady.

## Biologia i ekologia
Rośnie w wilgotnych, górskich lasach. Występuje na wysokości od 1000 do 3400 m n.p.m. Kwitnie od sierpnia do listopada, natomiast owoce dojrzewają w ciągu jednego roku.